# Anna Masseyová
Anna Raymond Masseyová (11. srpna 1937 Thakeham, Sussex – 3. července 2011 Kensington, Londýn) byla anglická herečka. Získala Filmovou cenu Britské akademie za roli Edith Hopeové v televizní adaptaci románu Anity Brooknerové Hotel du Lac z roku 1986, o níž jedna z hereček, Julia McKenzieová, prohlásila, že „mohla být napsána přímo pro ni“. Masseyová je známá především díky roli Babs Milliganové ve filmu Alfreda Hitchcocka Zběsilost z roku 1972.

## Raný život
Masseyová se narodila v Thakehamu v Sussexu v Anglii jako dcera britské herečky Adrianne Allenové a hollywoodského herce Raymonda Masseyho narozeného v Kanadě. Její bratr Daniel Massey byl také herec. Byla neteří Vincenta Masseyho, generálního guvernéra Kanady, a jejím kmotrem byl filmový režisér John Ford.

## Kariéra
Přestože Anna Masseyová nestudovala hereckou školu, poprvé se na jevišti objevila ve svých 17 letech v květnu 1955 v Královském divadle v Brightonu jako Jane ve hře The Reluctant Debutante. Následně se hrála v Londýně ve stejné hře v divadle Cambridge v květnu 1955 a „rázem byla slavná“. Poté opustila Londýn a v říjnu 1956 zopakovala svůj výkon v New Yorku. V 90. letech 20. století se objevila s Alanem Bennettem v dramatizovaném čtení dopisů T. S. Eliota a Virginie Woolfové v inscenaci na festivalu v Charlestonu, jejímž autorem byl Patrick Garland.
Několik jejích raných filmových rolí bylo v mysteriózních thrillerech. Na plátně debutovala ve filmu Gideon's Day (1958) jako Sally, dcera detektiva inspektora Jacka Hawkinse. Režisérem snímku byl její kmotr John Ford. Potenciální oběť vraždy si zahrála v kultovním thrilleru Michaela Powella Peeping Tom (1960) a objevila se rovněž ve filmu Otto Premingera Bunny Lake Is Missing (1965). V roce 1972 si zahrála roli barmanky Babs v předposledním filmu Alfreda Hitchcocka Zběsilost. V dokumentu na DVD vydání filmu Masseyová zmínila, že se původně ucházela o mnohem menší roli sekretářky Moniky, do níž byla obsazena Jean Marshová. Poznamenala také, že nahé scény její postavy ve filmu Zběsilost byly ztvárněny dvojnicemi. V hororu The Vault of Horror (1973) se objevila po boku svého bratra Daniela, hráli sourozence.
Masseyová se i nadále příležitostně objevovala ve filmu a na divadelních prknech, ale častěji pracovala v televizi; poprvé v roli Jacqueline ve filmu Green of the Year v říjnu 1955 a následně v dramatech jako The Pallisers (1974), The Mayor of Casterbridge (1978), adaptaci Rebeky z roku 1979 (v níž hrála se svým bývalým manželem Jeremym Brettem), The Cherry Orchard (1980) a Anna Karenina (1985). Měla role v britském komediálním seriálu The Darling Buds of May (1991) a The Robinsons (2005). Ztvárnila role také v řadě televizních detektivek a thrillerů, včetně epizod seriálů Inspektor Morse, The Inspector Alleyn Mysteries, Vraždy v Midsomeru, Strange, Vraždy v Oxfordu a Hercule Poirot.
Spolu s Imeldou Stauntonovou vytvořila a hrála hlavní roli Josephine Dauntové v rozhlasovém seriálu BBC Daunt and Dervish. Byla vypravěčkou v historickém pořadu This Sceptred Isle na BBC Radio 4. V roce 2009 se také objevila v nové rozhlasové verzi knihy The Killing of Sister George.
V roce 1987 získala Masseyová Cenu BAFTA za nejlepší ženský herecký výkon za roli ve filmu Hotel du Lac poté, co získala televizní práva o dva roky dříve, jen několik týdnů předtím, než román získal Man Bookerovu cenu. Objevila se také jako paní D'Urbervillová v adaptaci románu Tess z rodu D'Urbervillů na BBC z roku 2008.

## Herecký styl
Jednou z předností Masseyové jako herečky byl její „výjimečný hlas… tak dobře se poslouchal“. Ačkoli Masseyová hrála různé role, její „anglický přízvuk zprostředkovával na plátně chladný a potlačený charakter“. Michael Billington z deníku The Guardian charakterizoval její práci jako založenou na „nehybnosti“, například v inscenaci Národního divadla ve hře Harolda Pintera A Kind of Alaska.
Byla známá vysokou mírou přípravy a úsilí, přičemž jeden producent uvedl, že měla ve zvyku používat na scénářích pět různých barevných per, aby vyznačila „nádechy a pauzy“ a vývoj scény; například „pokud se měla věta na začátku odstavce později znovu objevit, zvýraznila tyto dva kousky stejnou barvou, aby jí to připomnělo, že ta první věta k něčemu později odkazuje“.

## Osobní život
Na listině novoročních vyznamenání zveřejněné 31. prosince 2004 byla jmenována komandérem Řádu britského impéria (CBE) za zásluhy v oblasti dramatu.
V roce 2006 Masseyová vydala autobiografii Telling Some Tales, v níž odhalila těžké životní začátky, hovořila o svém neúspěšném manželství (1958–1962) s hercem Jeremym Brettem a rozebírala svůj boj s bipolární poruchou. Brett a Masseyová se rozvedli 22. listopadu 1962 poté, co tvrdila, že ji opustil kvůli muži. Pár měl jednoho syna, spisovatele a ilustrátora Davida Hugginse (* 1959). Na večeři v srpnu 1988, která se konala v domě jejich společné přítelkyně Joy Whitbyové, se seznámila s metalurgem ruského původu Uri Andresem, který od roku 1975 působil na Imperial College London. Pár byl manželi od listopadu 1988 až do smrti Masseyové v roce 2011.
Masseyová se nechala slyšet: „Divadlo pohltí příliš mnoho z vašeho rodinného života. Mám vnuka a manžela a byla bych raději, kdybych mohla být babičkou a manželkou.“.
Zemřela na rakovinu plic v londýnském Kensingtonu 3. července 2011 ve věku 73 let.